# لیبرالیسم سیاسی
لیبرالیسم سیاسی (به انگلیسی: Political Liberalism)، کتابی است نوشته فیلسوف آمریکایی جان رالز که در سال ۱۹۹۳ منتشر شد، این کتاب به‌روزرسانی کتاب نظریه عدالت دیگر اثر او (۱۹۷۱) است. او تلاش می‌کند نشان دهد که نظریه عدالت او یک «درک جامع از خیر» نیست، بلکه با یک برداشت لیبرالی از نقش عدالت سازگار است، یعنی این‌که دولت باید بین تصورات رقیب از خیر بی‌طرف باشد. رالز می‌کوشد نشان دهد که دو اصل عدالت او که به درستی درک شده‌اند، یک «نظریه حق» (در مقابل نظریه خیر) را تشکیل می‌دهند که توسط همه افراد، حتی در شرایط تکثرگرایی معقول، حمایت می‌شود. مکانیزمی که او به‌وسیله آن این موضوع را نشان می‌دهد «اجماع هم‌پوشانی» نامیده می‌شود. در این‌جا او همچنین ایده خود را از عقل عمومی توسعه می‌دهد.
نسخه گسترش‌یافته این کتاب در سال ۲۰۰۵ منتشر شد. این نسخه شامل یک مقدمه اضافه است: مقاله «ایده عقل عمومی بازبینی شد» (۱۹۹۷)، حدود ۶۰ صفحه، و شاخصی برای مواد جدید

## بازخورد
استوارت همپشایر در نقدی در سال ۱۹۹۳می‌نویسد:
دستاورد بزرگ رالز در اندیشه بین‌المللی این بود که مفهوم عدالت را به جایگاه مناسب خود در مرکز بحث‌های مربوط به سیاست بازگرداند، جایگاهی که در همان ابتدای نظریه‌پردازی در جمهوری افلاطون اشغال کرده بود. عدالت فضیلت ضروری افراد هم در رفتار روزمره و هم در روابط شخصی آن‌هاست و فضیلت اصلی نهادها و نظم اجتماعی است.
ساموئل فریمن (۱۹۹۴) نتیجه می‌گیرد که:
مفهوم سیاسی، توجیه عمومی نهادهای لیبرال را ارائه می‌دهد که «آزاد» هستند، بنابراین بر اساس آرمان‌های اساسی شهروندان دموکراتیک مشترک هستند، و مستقل از دیدگاه‌های جامعی که یک اجماع هم‌پوشانی را تشکیل می‌دهند.
فوات گورسوزلو (۲۰۱۴) برای لیبرالیسم پایدار اشاره می‌کند، چنان‌که در جلد مشخص شده‌است:
رالز می‌داند که وقتی دکترین‌های غیرمنطقی این‌قدر قوی می‌شوند، ممکن است برای رژیم لیبرال دموکرات خیلی دیر باشد. استدلال برای ثبات هنجاری رژیم و حساب مهار تحت دگرگونی، به لزوم جلوگیری از قوی شدن نامعقول به اندازه کافی برای غلبه بر رژیم سیاسی لیبرال اشاره می‌کند.